# Japhet N’Doram
Japhet N’Doram (* 27. Februar 1966 in N’Djamena) ist ein ehemaliger tschadischer Fußballspieler und heutiger -trainer.
Der universell offensiv wie auch defensiv einsetzbare Allrounder gilt als der beste tschadische Fußballspieler aller Zeiten. Bei einer im Jahr 1998, durch die IFFHS, durchgeführten Wahl zur Ermittlung des Afrikanischen Spielers des Jahrhunderts belegte er mit 30 Stimmen den 13. Rang.
Während seiner Zeit beim FC Nantes gewann N’Doram einmal den französischen Meistertitel, stand im Finale des französischen Pokals und erreichte das Halbfinale der Champions League.

## Vereinskarriere
N’Doram begann seine Karriere in der Jugend seines Heimatvereins Tourbillon FC N’Djamena, von dessen Fußballplatz er lediglich einige 100 Meter entfernt lebte. 1979 debütierte er im Alter von 14 Jahren in der A-Mannschaft des Vereins, ehe er 1980 vor den Unruhen in N’Djamena zu seiner Schwester in die tschadische Provinz floh. 1986 kehrte er in seine Heimatstadt zurück und spielte in Folge wieder für seinen Heimatverein. Nach einem Meistertitel und zwei Pokalsiegen, wechselte er Ende 1988 über Vermittlung des früheren tschadischen Internationalen Abdoulaye Mamat zum damaligen afrikanischen Spitzenverein Tonnerre Yaoundé nach Kamerun.
Ein länderübergreifender Wechsel war damals in Afrika eine Besonderheit, was für eine große Erwartungshaltung sorgte. Hinzu kam, dass er bei Tonnerre in die großen Fußstapfen des zum AS Monaco abgewanderten George Weah trat, den er ersetzen sollte. N’Doram wusste in Folge zu überzeugen, feierte einen Pokalsieg und schoss insgesamt 33 Ligatore, ehe er Ende 1989 mit dem Verein brach. Kurz vor dem Halbfinalspiel im Coupe des clubs champions africains gegen Raja Casablanca bat er nicht auflaufen zu müssen, sondern stattdessen das Begräbnis seines kürzlich verstorbenen älteren Bruders besuchen zu dürfen. Als ihm der Klub diesen Wunsch verwehrte, verließ er eigenmächtig den Verein und kehrte in den Tschad zurück. Tonnerre verlor daraufhin das Halbfinale mit einem Gesamtergebnis von 2:4. N’Doram kehrte nicht mehr nach Yaoundé zurück.
Inzwischen vereinslos absolvierte er im Frühjahr 1990 mit der tschadischen Fußballnationalmannschaft ein Trainingslager in Frankreich, wo er von regionalen Scouts des FC Nantes entdeckt wurde. Vier Monate später, im April 1990, wurde er daraufhin von Nantes unter Vertrag genommen.
Vorerst hatte er bei Nantes jedoch keine Chance auf Einsatzzeiten, da durch die damalige Ausländerregelung nur zwei Legionäre erlaubt waren und mit Dragan Jakovljević und dem argentinischen Ex-Weltmeister Jorge Burruchaga bereits zwei Ausländer beim Verein unter Vertrag standen. Nach vier Spielen mit drei Toren für die B-Mannschaft von Nantes, stimmte der damals Langzeitverletzte Burruchaga jedoch einem Amateurvertrag zu, wodurch N’Doram zum Profi aufsteigen konnte. In Folge wechselte er unter Trainer Miroslav Blažević, als eigentlich eher offensiv ausgerichteter Spieler, zwischen Positionen in der Innenverteidigung und dem defensiven Mittelfeld, ohne einen angestammten Platz im System zu finden. Erst unter Trainer Jean-Claude Suaudeau bekam er eine wichtige Rolle im zentralen Mittelfeld der Mannschaft zugeteilt, wo er zum Synonym für das technische gepflegte Spiel der "Canaris" Mitte der 90er Jahre avancierte. In der Meistersaison 1994/95 war er mit 28 Jahren Führungsspieler einer zum Großteil mit Talenten wie Patrice Loko, Reynald Pedros, Nicolas Ouédec, Claude Makélélé oder Christian Karembeu gespickten Mannschaft. Als Schnittstelle zwischen Offensive und Defensive, agierte er zugleich als Katalysator und offensiver Lenker der Mannschaft, der jedoch auch selbst den Torabschluss suchte.
Dem Meistertitel folgte noch eine weitere starke Saison die mit dem Erreichen des Halbfinales der UEFA Champions League gekrönt wurde, ehe der Verein aufgrund finanzieller Probleme gezwungen war seine besten Spieler nach der Reihe zu verkaufen. N’Doram, nach dem Abgang von Loko zu Paris Saint-Germain, gezwungenermaßen zum Mittelstürmer umfunktioniert, blieb und überzeugte in den folgenden zwei Spielzeiten mit insgesamt 36 Ligatoren auch auf der Position an der vordersten Front. 1997 verließ auch er den Verein und wechselte zum amtierenden Meister AS Monaco, wo er zum damaligen Bestverdiener avancierte.
Vier Monate nach seinem Wechsel verletzte er sich am 9. November 1997 ausgerechnet in einem Ligaspiel gegen Nantes schwer und fiel für die gesamte weitere Spielzeit aus. 1998/99 versuchte er ein Comeback, spielte noch neun Spiele mit drei Torerfolgen für die B-Mannschaft der "Monegassen", ehe er seine Karriere endgültig aufgrund chronischer Beschwerden beenden musste.

## Nach der aktiven Karriere
Nach seinem jähen Karriereende arbeitete N’Doram von 1998 bis 2005 als Scout für den AS Monaco, ehe er in der gleichen Position zum FC Nantes zurückkehrte. Im Februar 2007 stieg er kurzzeitig gemeinsam mit Michel Der Zakarian zum Cheftrainer von Nantes auf, trat aber nach dem erstmaligen Abstieg des Vereins seit 1963 am 30. Juni 2007 wieder zurück, woraufhin Der Zakarian zum alleinigen Verantwortlichen wurde.
Sein Sohn Kévin ist ebenfalls Fußballprofi.

## Erfolge

### Im Verein
- 1× Französischer Meister: 1995
- 1× Trophée des Champions: 1997
- 1× Tschadischer Meister: 1987
- 2× Tschadischer Pokalsieger: 1987, 1988
- 1× Kamerunischer Pokalsieger: 1989
- 1× Französischer Pokalfinalist: 1993
- 1× Halbfinalist in der Champions League: 1996

### Als Spieler
- 1× Legionär des Jahres in der Ligue 1: 1994[7]
- 1× 2ter Platz bei der Wahl zu Afrikas Fußballer des Jahres: 1997